# Washburn

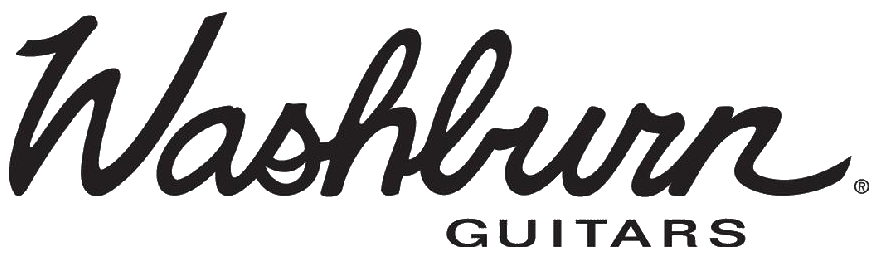
Logo.

Washburn, Вашборн - американська компанія, що виробляє музичні інструменти та музичні приналежності:
- акустичні-, електричні-, бас-гітари,
- банджо, мандоліни,
- струни,
- гітарні підсилювачі.

Разом з торговими марками Oscar Schmidt й Lyon (гітари), Randall (підсилювачі), David Eden, Parker (гітари), Soundtech, Mojo (струни), Vinci (струни) належить корпорації U.S. Music.

## Washburn— інструменти, що народжували блюз

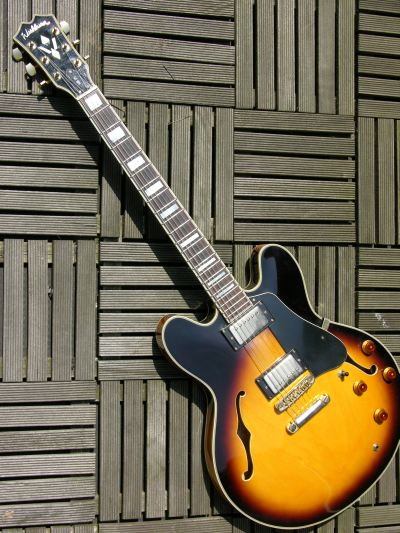
Washburn HB35

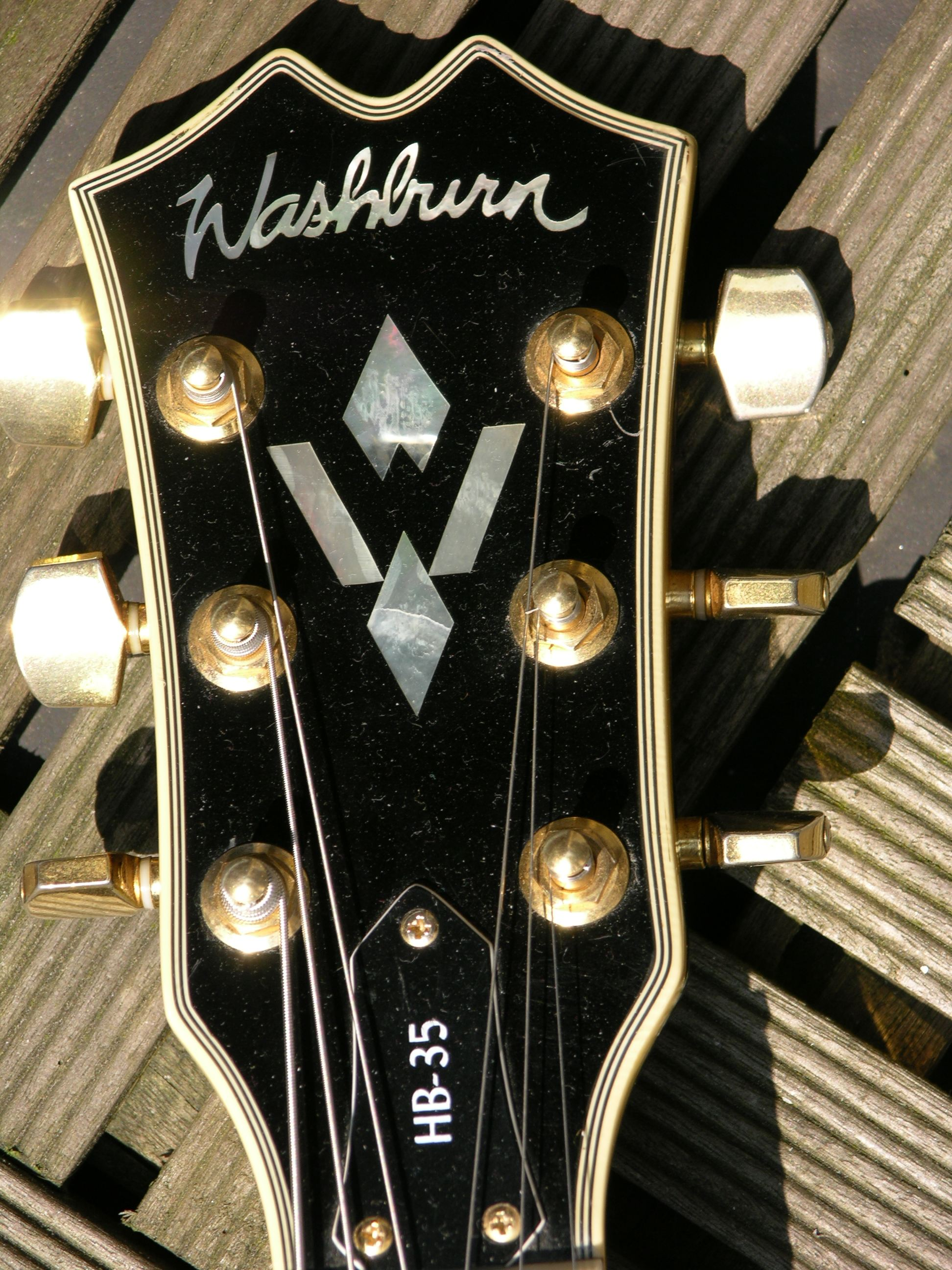

Компанія була заснована в Чикаго, в 1883 р.
Перша фабрика з виробництва гітар знаходилася в декількох кварталах від Максвелл-стріт — вулиці, яка на початку 20-х років XX століття була центром музичного руху. Будучи першими воротами для афроамериканців, які в'їжджали в США з берегів Міссісіпі, Максвелл-стріт стала колискою для блюзу, в його жорсткій і різкій формі. І новачки, і досвідчені музиканти разом слухали музичні твори, імпровізували, були в атмосфері, далекій від будь-якого комерційного впливу.
Саме з тих часів і гітар, будучи якось записаною, потужна й експресивна музика блюзу назавжди стане всесвітньо відомою.
Там, на Максвелл-стріт, так само, як і в провулках, на міських тротуарах та в нічних клубах по всій країні, гітари Washburn вибиралися як саме втілення духу музикантів, що грали на них, та робітників, які виготовляли гітари і втілювали в життя свої ідеї та розробки.

## 120-річна істрорія Washburn

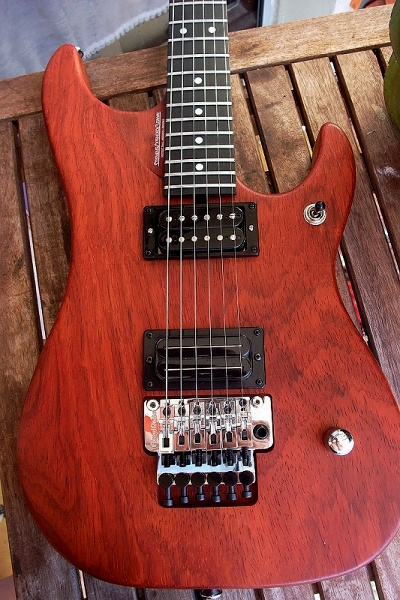
Washburn N4 Special

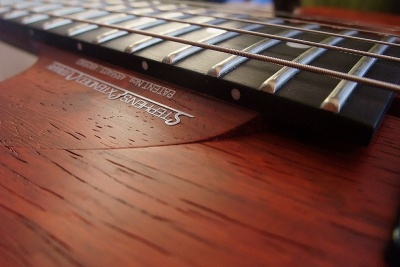
Washburn N4 Special

1861—1865 роки громадянської війни в Північній Америці, за тих часів дістати нормальний музичний інструмент було майже неможливо, оскільки більшість інструментів завозилися з Європи, де існували давні традиції їх виготовлення. По мірі збільшення потоку іммігрантів з Європи зростала як необхідність у музичних інструментах, так і чисельність майстрів, що вміли їх виготовляти. Найпідприємливіші з них почали торгувати інструментами через свої власні магазинчики, а також, особисті знайомства з домашніми вчителями музики.
В період після закінчення війни стало помітним підвищення рівня життя населення, відповідно, зростали й культурні вимоги людей, з'являлось все більше вільного часу, частину якого люди могли присвятити заняттям музикою.
Наприкінці XIX століття на зміну маленьким кустарним майстерням почали приходити справжні фабрики з виготовлення музичних інструментів. Спеціалісти, що приїжджали з-за океану оселялися у Бостоні, Нью-Йорку та Чикаго — основних торговельних центрах того часу. Головним центром став Чикаго, музичний бізнес в якому перетворився на велику та серйозну справу.
Лідируючі позиції в цій справі займала фірма LYON & HEALY, найбільша оптово-роздрібна компанія, що володіла фабрикою з виготовлення струнних інструментів. Засновниками компанії були Джордж Уошборн, 44 років, (George Washburn Lyon) та Патрік Джозеф Хили, 24 років, (Patrick Joseph Healy) — поєднання досвіду першого та амбіцій другого засновників.
У той час як найближчі конкуренти займались ще штучним виробництвом: фірма MARTIN виготовляла в середньому один інструмент на день, фірма ORVILLE GIBSON один інструмент на тиждень, а іноді й менше, LYON & HEALY виготовляли більше ста інструментів на місяць! Масове виробництво стало можливим завдяки стабільному і чіткому виконанню вимог технології на всіх етапах виробництва інструменту.
Майстри-початківці, працюючи на цій фабриці під керівництвом досвідчених фахівців, мали можливість швидко підвищувати власну кваліфікацію і досягати рівня видатних майстрів, таким чином сформувався великий професійний рівень персоналу фабрики Уошбурна. Окрім цього, на виробництві використовували точні пристосування та оправи для виготовлення грифу, розмітки ладів та інші удосконалення.
Музична деревина, що надходила на фабрику залізницею, була ретельно відібрана та оплачувалась за сортами, що дозволяло знижувати на неї ціни та здешевлювати продукцію. Разом з недорогими бюджетними проте якісними інструментами на фабриці виготовлялась серія високоякісних ексклюзивних інструментів під маркою Washburn: гітари, мандоліни та цитри.
На початку 1890-х років компанія «LYON & HEALY» досягла річного обсягу виробництва в 100 тис. інструментів. Асортимент був дуже різноманітним: скрипки, мідні духові, флейти, барабани, тарілки, ксилофони, тамбурини, мандоліни, банджо та метрономи. Обсяг продажу цих інструментів у багато разів перевищував продажі інструментів серії Washburn, які коштували набагато дорожче, оскільки їх виготовлення вимагало великої кількості висококваліфікованої ручної праці — їх виготовлялось близько 1 тис. штук на рік. З того часу марка Washburn у свідомості американців стала втіленням високої якості струнних музичних інструментів, розрахованих на музикантів-професіоналів.
З початком першої світової війни LYON & HEALY виготовляла в основному великі замовлення на духові та струнні інструменти для військових оркестрів, а обсяг серії Washburn дуже скоротився. Після закінчення війни, на початку 20-х років XX століття на фабриці LYON & HEALY сталася величезна пожежа, після якої марку Washburn та залишки обладнання для виготовлення цієї серії у 1928 році було продано компанії J.R.Stewart co. також у Чикаго. LYON & HEALY залишила за собою лише право ексклюзивного дистрибьютора цих музичних інструментів.
J.R. Stewart co. через певний час не витримав конкуренції та був змушений продати права на торгову марку Washburn компанії Tonk Brosers & Regal. Не зважаючи на досить часту зміну власників виробництва, якість інструментів Washburn завжди залишалась відмінною. Навіть непомірний тиск конкурентів не міг звести вщент ті незначні обсяги виробництва, які мав Washburn тих років.
Лише у 1974 році ще один новий власник — компанія BECKMEN MUSICAL INSTRUMENTS — дав друге дихання торговій марці Washburn. Гітари почали виготовляти в Японії на фабриці TARADA. Налагодивши сучасне виробництво компанія BECKMEN MUSICAL INSTRUMENTS у 1977 році передала права на торгову марку Washburn невеликій чикагській компанії FRETTED INDUSTRIES, що змогла підняти рівень продажів до 2-3 тісяч інструментів на рік.
На сьогодні значна частина виробничих потужностей розташована у Китаї, проте жорсткий контроль за якістю та професійний підхід, сучасні технології та традиції є незмінним атрибутом виробничого процесу, що є запорукою високої якості інструментів Washburn.

## Washburn— вибір зірок

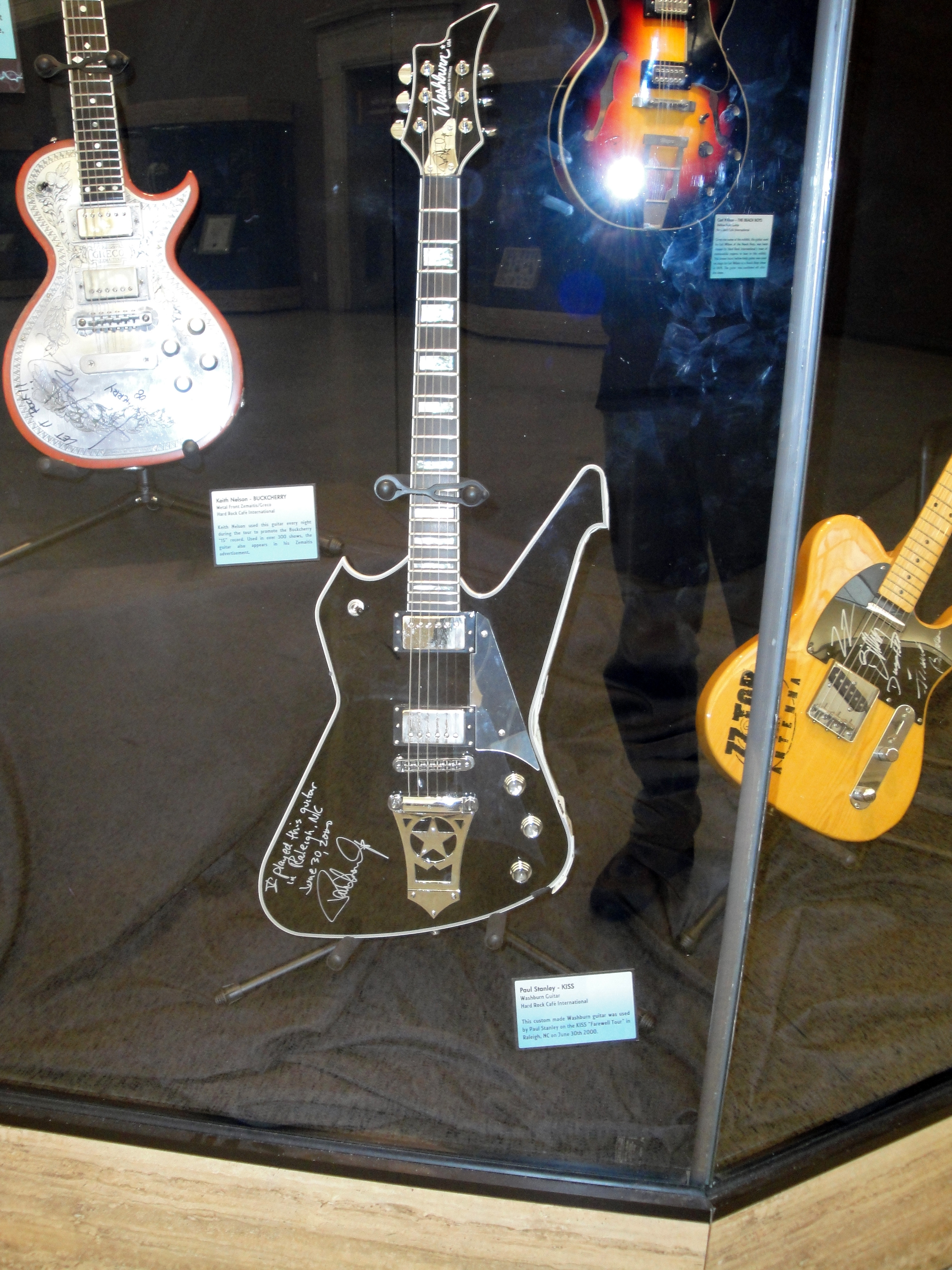
Washburn PS2000 Пола Стенлі з KISS

Гітари Washburn є всесвітьо поширеними за причиною високої якості звуку для різних стилей мизики та якісним виконанням самих інструментів.
Серед музикантів, які обрали для творчості інструменти Washburn — Нуно Беттенкурт, Роджер Уотерс, Дженіфер Баттен, Віктор Цой, Даймбег Даррелл и Семі Хаггар, Емппу Вуорінен, Ден Доніган, Саригюль, Маркус Тойвонен, Пол Стенлі, Грег Трібет, Боб Марлі

## Особливості інструментів Washburn
Гітари Washburn виготовляються виключно з спеціально підібраних ділянок дерева деревини музичних сортів: червоного дерева — махогоні та трояндового дерева — палісандру, корпуси акустичних гітар також виготовляються з цієї деревини, а електричних з липи або клену (хвилястого), болотного ясеню або ольхи. Завдяки натуральній якісній деревині звучання інструментів є природним, легким та сприйнятливим для слухача та дуже різнобарвним навіть без додаткової електронної обробки.
Серія акустичних гітар Washburn D10 є найбільш продаваною у світі серед акустичних гітар, користується неймовірною популярністю у музикантів за відмінний звук та невисоку ціну. Має такі варіанти: D10S — стандартна, D10SB або D10SWH — стандартні чорного або білого кольору (популярні для сцени), D10S12 — дванадцятиструнна, D10SDL — люксова версія з корпусом з палісандру, D10SCE — електроакустична гітара з вмонтованим тюнером та активним підсилювачем, D10SCEDL — люксова електроакустична версія з корпусом з палісандру.
Серія Washburn Festival це гітари з збільшеним корпусом моделі Jumbo або Florentine, що мають голосніший звук за стандартні Drednout'и та призначені для вулиці, зали без мікрофону або для співу з мікрофоном. Це професійні концертні гітари. Такі зірки як Robert Plant, Craig Chaquico, Nuno Bettencourt (з «Extreme») Eric Martin («Mr. Big»), Greg Allma (з «Allman Brothers») та багато інших обрали ці гітари як свій основний концертний інструмент. З вітчизняних зірок на гітарі Washburn серії EA грав Віктор Цой.
На гітарах серії Festival встановлений активний звукознімач з тембрблоком Equis Gold preamp, розроблений силами Washburn'у. За відгуками західних експертів, Equis Gold є одним з найкращих тембрблоків у своєму класі.
Деякі гітари Washburn мають унікальний додаток — VCC — контроль контуру звуку.

## Висновок
На відміну від багатьох сучасних недорогих гітар, що виготовляються як у межах США, так і у Кореї та Китаї всі гітари Washburn зроблені з відмінної натуральної деревини. Якість виготовлення інструментів дуже висока. У своїй ціновій категорії ця гітара — одна з найкращих.